# 光線力学療法
光線力学療法（こうせんりきがくりょうほう、英語：Photodynamic Therapy）とは、生体内に光感受性物質（光増感剤）を注入し、標的となる生体組織にある波長の光を照射して光感受性物質から活性酸素を生じ、これによって癌や感染症などの病巣を治療する術式である。PDTともいわれる。

## 概略
日本では、1980年に、気管支内視鏡下で、気管支管腔に露出した肺癌に対して使用された事より広く知られるようになった。腫瘍組織に親和性のある光感受性物質を事前に注射し、正常組織から抜けた時間を見計らって腫瘍組織に光をあてて治療を行う。日本では早期肺癌、表在性食道癌、表在性早期胃癌、子宮頸部初期癌および異形成について、1996年に保険収載されている。

## 光感受性物質
PDTに使用される光感受性物質としては、ポルフィリン加工物が使用される。これはポルフィリン化合物が腫瘍組織への特異的な集積性を持つ事を利用している。光源としては、630 nm のエキシマダイレーザーが用いられるが、光感受性物質を励起するエネルギーがあれば光源は何でも良いとされる。深さ1mm未満の浅い病変には、波長410nmのレーザーが使用される。photofrin、TemoporfinやPurlytin、Foscan 、フェオフォーバイド等が開発されている。

## 皮膚病変への応用
PDTの皮膚病変への応用は基礎研究時代から試みられていたが、日本での皮膚科領域への応用は1990年に始まり、光感受性物質としてポルフィリン前駆物質の 5-aminolevulinic acid (ALA)の外用塗布が選択される。皮膚疾患に実施する場合は、ALAを含有したエマルジョンを皮膚に塗布後に、自然光によって感光しないようにアルミ箔で局所を覆う必要がある。

## 利点
光源として使用される出力が低く、治療後の瘢痕が小さいという美容的メリットがある。このために日光角化症やボーエン病、表在型基底細胞癌が良い適応となる。全身への中毒作用がなく、繰り返し実施可能であり、化学療法や温熱療法などとも組み合わせが可能である。

## 問題点
腫瘍組織が外部ないし管腔に露出した病変で、かつ小さな病変に限られる。また光感受性物質を使用せず、単純にレーザーで病変を焼却することでも治療できるし、消化管病変については十分な辺縁マージンをとって内視鏡的に切除する方が確実性が高い治療法となるため(ESDなど)、本法を選択するメリットがある患者は限られる。日光角化症やボーエン病などの皮膚科疾患は良い適応であるが、2010年現在日本では保険認可されておらず自費扱いとなる。

## 腫瘍性病変以外への応用
PDTには活性酸素を介した細胞障害効果以外に、局所の免疫機能調節効果、膠原線維の産生促進作用があり、尋常性ざそう、脂腺増殖症、円形脱毛症、難治性疣贅、ボーエン様丘疹症、皮膚サルコイドーシス、硬化性萎縮性苔癬、尋常性乾癬、扁平苔癬、強皮症、モルフィア（限局性強皮症）、皮膚真菌症、爪白癬、皮膚リーシュマニア症、創傷瘢痕、皮膚の美容領域にも使用されている。